# Byblis aquatica
Byblis aquatica là một loài thực vật ăn sâu bọ thuộc chi Byblis. Loài này được Allen Lowrie và John Godfrey Conran mô tả vào năm 1998 và phân bổ vào một nhóm cây thường niên của phía bắc nước Úc tên là "phức hợp Byblis liniflora". Nó mọc trên khu vực nửa nước nửa cạn, và dùng tuyến chất nhầy bao phủ trên bề mặt lá để thu hút, bắt và tiêu hóa con mồi khi môi trường mà nó sinh sống bị thiếu hụt chất dinh dưỡng.

## Mô tả
Thân của nó có thể đạt chiều dài 45 xen-ti-mét (18 inch), lá thì dài từ 2 đến 4 xen-ti-mét (0.8 đến 1.5 inch), hẹp, dài, thon nhọn ở phía cuối. Lá non thì có màu xanh nhạt, phát triển theo hướng thẳng đứng, rồi lá càng già thì màu càng tối và rũ dần xuống. Bề mặt lá thì được bao phủ với nhiều tuyến nhờn.
Hoa của nó mọc đơn trên đỉnh dài 1,5 đến 3 xen-ti-mét, có năm cánh hoa, màu tím và nở vào giữa tháng 1 đến tháng 5.

## Phân bố
Vùng phân bố của Byblis aquatica thì bị giới hạn trong vùng phía bắc của Úc. Nó là loài bản địa của khu vực giữa Darwin và Berry Springs. Nó phát triển trên những chỗ cát nhiều mùn của vùng sụt xuống bị lũ lụt theo mùa lũ từng năm và bên bờ chỗ cạn của những đầm, phá nước ngọt. Nó chia sẻ nơi sinh sống của nó với loài Byblis liniflora (tuy nhiên nó lại là loài bản địa của vùng khô hơn).